# Konzernabschluss
Ein Konzernabschluss ist ein Jahresabschluss oder Zwischenabschluss eines Konzerns. Indem er die Vermögens-, Finanz- und Ertragslage eines Konzerns darstellt, soll er sowohl den Angehörigen des Konzerns als auch externen Adressaten zur Information und zur Entscheidungsfindung dienen. Zur Erstellung des Konzernabschlusses werden zunächst die Einzelabschlüsse der Konzernunternehmen vereinheitlicht und zu einem Summenabschluss summiert. Anschließend wird dieser durch Konsolidierungsmaßnahmen um die Verflechtungen und wirtschaftlichen Beziehungen zwischen den Konzernunternehmen bereinigt. Nach der Einheitsfiktion, die auch Einheitsgrundsatz genannt wird, ist ein Konzernabschluss so darzustellen, als ob der Konzern ein einheitliches Unternehmen wäre.
In einem Konzern kann das Mutterunternehmen auf die zum Konzern gehörenden Tochterunternehmen einen beherrschenden Einfluss ausüben. Dadurch gibt es oft zwischen den Konzernunternehmen Geschäftsbeziehungen, die unabhängige Unternehmen normalerweise nicht eingehen würden. Ihre Geschäftstätigkeit ist in der Regel auf den Konzern ausgerichtet und kann besser im Konzernzusammenhang beurteilt werden. Deshalb haben die Einzelabschlüsse des Mutterunternehmens und der Tochterunternehmen oft eine geringere Aussagekraft als die Einzelabschlüsse von unabhängigen Unternehmen. Die Vermögens-, Finanz- und Ertragslage eines Konzerns kann durch einen Konzernabschluss besser dargestellt werden. Dieser kann auch helfen die Vermögens-, Finanz- und Ertragslage der einzelnen Konzernunternehmen besser zu verstehen.
Ob ein Mutterunternehmen einen Konzernabschluss aufzustellen hat, bestimmen nationale Gesetze, Börsenordnungen, sonstige Rechnungslegungsvorschriften oder vertragliche Vereinbarungen. Welche Unternehmen in einen Konzernabschluss einzubeziehen sind (Konsolidierungskreis), wird von den anzuwendenden Rechnungslegungsvorschriften geregelt.
Der Umfang des Konzernabschlusses ist je nach Rechnungslegungssystem unterschiedlich. Häufig schreiben die Rechnungslegungsvorschriften vor, dass der Konzernabschluss eine Konzernbilanz, eine Gewinn- und Verlustrechnung oder eine Gesamtergebnisrechnung, einen Konzernanhang, eine Eigenkapitalveränderungsrechnung, auch Eigenkapitalspiegel genannt, und eine Kapitalflussrechnung enthalten soll. Auch eine Segmentberichterstattung kann Teil eines Konzernabschlusses sein (Vgl. IFRS 8). Ein Konzernabschluss ist in Deutschland und Österreich um einen Konzernlagebericht zu ergänzen.
In Deutschland steht die Informationsfunktion des Konzernabschlusses im Vordergrund. Er dient de jure weder der Ausschüttungsbemessung noch als Grundlage für die Ertragsbesteuerung (eine Ausnahme von letzterem bildet die sog. Zinsschranke in § 4h EStG).

## Konzernrechnungslegung
Als Konzernrechnungslegung bezeichnet man alle Handlungen und organisatorische Maßnahmen zur Aufstellung und Offenlegung eines Konzernabschlusses nach allgemein anerkannten Rechnungslegungsvorschriften.
Unter dem Zusammenbruch mehrerer Konzerne während der Weltwirtschaftskrise wurde durch die Aktienrechtsnovelle vom 19. September 1931 im Rahmen der Einführung neuer Vorschriften über den Jahresabschluss und den Geschäftsbericht der Aktiengesellschaften der gesonderte Ausweis von Beteiligungen, Forderungen und Verbindlichkeiten gegenüber Konzernunternehmen in der Bilanz und von Erträgen aus Beteiligungen in der Gewinn- und Verlustrechnung sowie über Beziehungen zu Konzernunternehmen im Geschäftsbericht verlangt. Das Aktiengesetz von 1937 verzichtete auf eine Regelung des Konzernabschlusses. Soweit Konzerne nicht freiwillig konsolidierte Bilanzen aufstellten und veröffentlichten, beschränkten sich daher die Einblicke in die Vermögens- und Ertragslage eines Konzerns auf die aus den Jahresabschlüssen und den Geschäftsberichten der einzelnen Konzernunternehmen ersichtlichen Tatbestände, d. h auf die in den Bilanzen ausgewiesene Höhe der Beteiligungen und der Forderungen und Verbindlichkeiten gegenüber Konzernunternehmen, auf die in den Geschäftsberichten enthaltenen Erträge aus Beteiligungen und auf die in den Geschäftsberichten enthaltenen Angaben über die Beziehungen zu Konzernunternehmen.
Eine Ausnahme bildeten die nach dem Zweiten Weltkrieg nach den Vorschriften der Besatzungsmächte im Rahmen der „Entflechtung“ neu geordneten Konzerne des deutschen Kohlebergbaus und der deutschen Stahl- und Eisenindustrie, die nach dem Gesetz Nr. 27 der Alliierten Hohen Kommission vom 16. Mai 1950 ihrem Geschäftsbericht eine durch den Abschlussprüfer der Gesellschaft geprüfte und testierte konsolidierte Bilanz und Gewinn- und Verlustrechnung hinzufügen mussten, solange sie unter alliierter Kontrolle standen. Nach Beendigung dieser Kontrolle haben nicht nur die meisten dieser Konzerne die ihnen aufgezwungene Praxis, konsolidierte Jahresabschlüsse aufzustellen und zu veröffentlichen, freiwillig beibehalten, sondern auch andere Konzerne haben sich dieser Praxis angeschlossen.
Seit Mitte des 20. Jahrhunderts haben Zusammenschlüsse von Unternehmen zu einem Konzern stetig zugenommen. Stetig sind die Konzerne internationaler geworden, sowohl hinsichtlich der zu ihnen gehörenden Unternehmen, als auch im Hinblick auf die Märkte, an denen sie agieren. Dieser Entwicklung folgend wurden immer mehr Unternehmen gesetzlich verpflichtet einen Konzernabschluss aufzustellen. Durch die Verpflichtung oder das Wahlrecht, Konzernabschlüsse nach den International Financial Reporting Standards (IFRS) aufzustellen, wollen viele Länder die Konzernabschlüsse der Konzerne ihres Landes international vergleichbar machen.
In Deutschland wurden mit dem Aktiengesetz von 1965 zunächst nur Aktiengesellschaften zur Konzernrechnungslegung 1965 verpflichtet, die in den §§ 329-338 AktG 1965 normiert wurde. Mit dem Publizitätsgesetz vom 15. August 1969 (BGBl. I, S. 1189) wurde die Konzernrechnungslegungspflicht auf große Konzerne mit Mutterunternehmen anderer Rechtsformen, die ihren Sitz (Hauptniederlassung) im Inland haben, ausgedehnt. Im Zuge der Umsetzung der 7. EG-Richtlinie zur Vereinheitlichung des Gesellschaftsrechts vom 13. Juni 1983 wurden die nationalen Regelungen zur Konzernrechnungslegung in der Europäischen Union (EU) nach rund 12-jähriger Diskussion aneinander angenähert, die den Umfang und Inhalt des Konzernabschlusses regelten. In Deutschland wurde die Richtlinie durch das Bilanzrichtliniengesetz von 1985 umgesetzt, das die wesentlichen Vorschriften zur Konzernrechnungslegung in das Handelsgesetzbuch einführte. Mit dem Bilanzrichtliniengesetz wurde auch das Weltabschlussprinzip eingeführt. In Österreich wurde die Konzernrechnungslegungspflicht erstmals durch das Rechnungslegungsgesetz von 1990, das am 1. Januar 1994 in Kraft trat, eingeführt. Von 1998 bis 2004 erlaubte es der deutsche Gesetzgeber börsennotierten Mutterunternehmen einen Konzernabschluss nach internationalen Rechnungslegungsvorschriften, so z. B. nach den IFRS oder US-GAAP, anstelle eines Konzernabschlusses nach den deutschen handelsrechtlichen Vorschriften aufzustellen. Durch EU-Verordnung 1606/2002 wurden kapitalmarktorientierte Unternehmen der EU für die Geschäftsjahre, die nach dem 31. Dezember 2004 beginnen, verpflichtet, einen Konzernabschluss nach den IFRS aufzustellen, die von der EU durch einen Endorsement-Prozess akzeptiert wurden. Deutschland und Österreich haben allen anderen Mutterunternehmen das Wahlrecht eingeräumt, einen Konzernabschluss entweder nach den IFRS oder dem Handelsgesetzbuch bzw. dem Unternehmensgesetzbuch aufzustellen.

## Pflicht zur Aufstellung eines Konzernabschlusses
Unternehmen werden zur Aufstellung eines Konzernabschlusses durch nationale Gesetze, Börsenordnungen, sonstige Rechnungslegungsvorschriften oder vertragliche Vereinbarungen verpflichtet (Konzernrechnungslegungspflicht). In Deutschland regeln das Handelsgesetzbuch (HGB) und das Publizitätsgesetz (PublG) die Konzernrechnungslegungspflicht. Dies gilt auch für Unternehmen, die laut EU-Verordnung ihren Konzernabschluss nach IFRS aufstellen müssen. In Österreich verpflichtet u. a. das Unternehmensgesetzbuch Unternehmen zur Aufstellung eines Konzernabschlusses. Unternehmen, die an den US-amerikanischen Börsen gelistet sind, verpflichtet die US-amerikanische Kapitalmarktaufsicht, United States Securities and Exchange Commission (SEC), in der Regulation S-X zur Aufstellung eines Konzernabschlusses nach den US-GAAP bzw. IFRS.
Nach deutschem und österreichischem Recht sind Mutterunternehmen grundsätzlich zur Aufstellung eines Konzernabschlusses verpflichtet, wenn sie ein Tochterunternehmen, das in einen Konzernabschluss einbezogen werden muss, beherrschen. Damit besteht nur für Unterordnungskonzerne eine Konzernrechnungslegungspflicht. Gleichordnungskonzerne sind zur Aufstellung eines Konzernabschlusses auf der obersten Konzernebene nicht verpflichtet. In Deutschland besteht für Unternehmen jeder Rechtsform des Privatrechts eine Konzernrechnungslegungspflicht, wenn sie bestimmte Kriterien erfüllen. Personengesellschaften und Einzelunternehmen, die keinen oder nur einen vermögensverwaltenden Gewerbebetrieb ohne Konzernleitung betreiben, sind jedoch gem. § 11 Abs. 5 PublG nicht zur Aufstellung eines Konzernabschlusses verpflichtet.
Ein Unternehmen, das grundsätzlich zur Aufstellung eines Konzernabschlusses verpflichtet ist, kann jedoch von der Konzernrechnungslegungspflicht befreit sein, wenn es in einen Konzernabschluss, der bestimmte Kriterien erfüllt, einbezogen wird. Ferner ist ein Mutterunternehmen von der Konzernrechnungslegungspflicht befreit, wenn der Konzern, an dessen Spitze es steht, bestimmte Größenkriterien unterschreitet.

### Grundsätzliche Konzernrechnungslegungspflicht
Ein Mutterunternehmen, das mindestens ein Tochterunternehmen unmittelbar oder mittelbar beherrscht, ist grundsätzlich konzernrechnungslegungspflichtig. Im Einklang mit den meisten Rechnungslegungsstandards, zum Beispiel den US-GAAP und den IFRS, wird in Deutschland und Österreich das Mutter-Tochter-Verhältnis nach dem Control-Konzept festgestellt. In Österreich ist zusätzlich zu prüfen, ob ein Mutter-Tochter-Verhältnis nach dem Konzept der einheitlichen Leitung vorliegt.
Nach dem Control-Konzept liegt ein Mutter-Tochter-Verhältnis vor, wenn mindestens ein Kriterium aus einer Liste von Kriterien erfüllt ist. In Deutschland besteht gem. § 290 Abs. 2 HGB ein Mutter-Tochter-Verhältnis, wenn einem Mutterunternehmen
1. bei einem anderen Unternehmen die Mehrheit der Stimmrechte der Gesellschafter zusteht,
2. bei einem anderen Unternehmen das Recht zusteht, die Mehrheit der Mitglieder des die Finanz- und Geschäftspolitik bestimmenden Verwaltungs-, Leitungs- oder Aufsichtsorgans zu bestellen oder abzuberufen, und es gleichzeitig Gesellschafter ist,
3. das Recht zusteht, die Finanz- und Geschäftspolitik auf Grund eines mit einem anderen Unternehmen geschlossenen Beherrschungsvertrages oder auf Grund einer Bestimmung in der Satzung des anderen Unternehmens zu bestimmen, oder
4. wenn es bei wirtschaftlicher Betrachtung die Mehrheit der Risiken und Chancen eines Unternehmens trägt, das zur Erreichung eines eng begrenzten und genau definierten Ziels des Mutterunternehmens dient (Zweckgesellschaft). Neben Unternehmen können Zweckgesellschaften auch sonstige juristische Personen des Privatrechts oder bestimmte unselbständige Sondervermögen des Privatrechts sein.

Bei der Prüfung der oben genannten Kriterien werden nicht nur die Rechte des Mutterunternehmens, sondern auch die seiner Tochterunternehmen und die Rechte von Personen berücksichtigt, die für Rechnung dieser Unternehmen handeln.
In Österreich legt der § 244 Absatz 2 UGB Kriterien zur Feststellung eines Mutter-Tochter-Verhältnisses nach dem Control-Konzept fest, die den ersten drei der obigen Kriterien ähnlich sind.
Nach dem Konzept der einheitlichen Leitung ist ein Konzernabschluss aufzustellen, wenn das Mutterunternehmen an einem Tochterunternehmen im Umfang des § 228 UGB beteiligt ist und beide Unternehmen unter einer einheitlichen Leitung stehen. Dies ist der Fall, wenn wesentliche Funktionen, wie Geschäfts- und Finanzpolitik, vom Willen des Mutterunternehmens abhängig sind.
Keine Konzernrechnungslegungspflicht besteht, wenn das einzige Tochterunternehmen aufgrund von Einbeziehungswahlrechten nicht in den Konzernabschluss einbezogen werden braucht. Dies ist nach § 296 HGB im Wesentlichen der Fall, wenn:
1. das Tochterunternehmen für die Darstellung der Vermögens-, Finanz- und Ertragslage des Konzerns von untergeordneter Bedeutung ist,
2. erhebliche und andauernde Beschränkungen die Ausübung der Rechte des Mutterunternehmens in Bezug auf das Vermögen oder die Geschäftsführung dieses Unternehmens nachhaltig beeinträchtigen,
3. die für die Aufstellung des Konzernabschlusses erforderlichen Angaben nicht ohne unverhältnismäßig hohe Kosten oder Verzögerungen zu erhalten sind oder
4. die Anteile des Tochterunternehmens ausschließlich zum Zwecke ihrer Weiterveräußerung gehalten werden.

Nach § 249 UGB liegt in Österreich nur bei Vorliegen der ersten drei Kriterien ein Einbeziehungswahlrecht vor.

### Befreiung durch andere Konzernabschlüsse
Ein Mutterunternehmen ist gem. § 315e HGB von der Aufstellung eines Konzernabschlusses nach deutschem Handelsrecht befreit, wenn es einen Konzernabschluss nach IFRS in Verbindung mit ergänzenden handelsrechtlichen Vorschriften aufstellt. Ferner ist es gem. § 291 bzw. § 292 HGB befreit, wenn es als Tochterunternehmen in einen Konzernabschluss einbezogen wird, der bestimmte Kriterien erfüllen muss, und wenn es entsprechende Angaben über die Befreiung im Anhang seines eigenen Einzelabschlusses macht.
Kapitalmarktorientierte Unternehmen, also solche, deren Wertpapiere an einem organisierten Markt zugelassen sind oder die deren Zulassung beantragt haben, können nicht durch einen Konzernabschluss ihres Mutterunternehmens von der Konzernrechnungslegungspflicht befreit werden.

### Größenabhängige Befreiung von der Konzernrechnungslegungspflicht
In Deutschland und Österreich braucht ein Mutterunternehmen keinen Konzernabschluss aufstellen, wenn der Konzern bei zwei der drei Kennzahlen Bilanzsumme, Umsatzerlöse und durchschnittliche Mitarbeiterzahl am Abschlussstichtag seines Jahresabschlusses und am vorhergehenden Abschlussstichtag die Schwellenwerte des § 293 HGB bzw. des § 246 UGB unterschreitet.
Nicht-Kapitalgesellschaften, z. B. Einzelkaufleute, Genossenschaften und Personengesellschaften, die einen unbeschränkt haftenden Gesellschafter haben, sind in Deutschland erst zur Aufstellung eines Konzernabschlusses verpflichtet, wenn für drei aufeinander folgende Konzernabschlussstichtage jeweils mindestens zwei der drei Schwellenwerte des § 11 PublG überschritten sind.
Bei Kapitalgesellschaften und Personengesellschaften ohne unbeschränkt haftenden Gesellschafter hängen die Schwellenwerte davon ab, wie die Größenkriterien ermittelt werden. Dazu sind nach der Bruttomethode die Einzelbilanzen der Konzerngesellschaften ohne Konsolidierung aufzusummieren, wogegen bei der Nettomethode die Werte einem Pro-forma-Konzernabschluss zu entnehmen sind.
Folgende Tabelle zeigt die unterschiedlichen Schwellenwerte:
| Gesetz              | Methode       | Bilanzsumme    | Umsatzerlöse    | Ø Mitarbeiteranzahl |
| ------------------- | ------------- | -------------- | --------------- | ------------------- |
| HGB (Deutschland)   | Bruttomethode | 24 000 000 EUR | 48 000 000 EUR  | 250                 |
| HGB (Deutschland)   | Nettomethode  | 20 000 000 EUR | 40 000 000 EUR  | 250                 |
| UGB (Österreich)    | Bruttomethode | 24 000 000 EUR | 48 000 000 EUR  | 250                 |
| UGB (Österreich)    | Nettomethode  | 20 000 000 EUR | 40 000 000 EUR  | 250                 |
| PublG (Deutschland) | Nettomethode  | 65 000 000 EUR | 130 000 000 EUR | 5 000               |

Die Größenbefreiungen gelten nicht für kapitalmarktorientierte Unternehmen, also solche, deren Wertpapiere an einem organisierten Markt zugelassen sind oder die deren Zulassung beantragt haben. Mutterunternehmen mit Sitz in Deutschland, die Kredit- oder Finanzdienstleistungsinstitute oder Versicherungsunternehmen sind, müssen gem. § 340i und § 341i HGB auch einen Konzernabschluss aufstellen, wenn ihr Konzern die Größenkriterien unterschreitet.

## Konsolidierungskreis
Die Gruppe der in den Konzernabschluss vollständig einbezogenen Unternehmen wird Konsolidierungskreis im engeren Sinn genannt. Das Mutterunternehmen und alle Tochterunternehmen sind unabhängig vom Land ihres Sitzes (Weltabschlussprinzip) in den Konzernabschluss einzubeziehen, wenn nicht ein Einbeziehungswahlrecht in Anspruch genommen wird oder ein Einbeziehungsverbot greift. Verlieren die Konzernunternehmen die Kontrolle über ein Tochterunternehmen, so ist dieses nicht mehr in den Konzernabschluss einzubeziehen. Wann ein Unternehmen ein Tochterunternehmen ist, regeln die jeweiligen Rechnungslegungssysteme unterschiedlich.
Für Konzernabschlüsse, die nach deutschem oder österreichischem Bilanzrecht aufgestellt werden, gilt für die Bestimmung des Konsolidierungskreises dieselbe Definition des Tochterunternehmens, die bei der Feststellung der Konzernrechnungslegungspflicht angewandt wird. In diesen Rechnungslegungssystemen haben Unternehmen in einigen Fällen ein Wahlrecht, ein Unternehmen in den Konzernabschluss einzubeziehen. Das Wahlrecht ist identisch mit dem entsprechenden Wahlrecht bei der Feststellung der Konzernrechnungslegungspflicht.
Nach den IFRS ist ein Tochterunternehmen ein Unternehmen, das von einem Mutterunternehmen beherrscht wird. Dies ist nach IAS 27 der Fall, wenn das Mutterunternehmen direkt oder über andere Tochterunternehmen mehr als die Hälfte der Stimmrechte an jenem hält. Ist dies nicht der Fall, kann es nach IAS 27 die Beherrschung auch ausüben, wenn es die Möglichkeit hat
- kraft einer mit anderen Anteilseignern geschlossenen Vereinbarung über mehr als die Hälfte der Stimmrechte zu verfügen,
- gemäß einer Satzung oder einer Vereinbarung die Finanz- und Geschäftspolitik des Unternehmens zu bestimmen,
- die Mehrheit der Mitglieder der Geschäftsführungs- und/oder Aufsichtsorgane zu ernennen oder abzuberufen, wobei die Verfügungsgewalt über das andere Unternehmen bei diesen Organen liegt oder
- die Mehrheit der Stimmen bei Sitzungen der Geschäftsführungs- und/oder Aufsichtsorgane oder eines gleichwertigen Leitungsgremiums zu bestimmen, wobei die Verfügungsgewalt über das andere Unternehmen bei diesen Organen liegt.

Bei der Bemessung der Stimmrechtsmehrheit werden auch potentielle Stimmrechte dazugerechnet, die das Mutterunternehmen aufgrund bestimmter Finanzinstrumente, zum Beispiel Aktienoptionen, am Stichtag hätte erwerben können. Nur für den Konzernabschluss unwesentliche Tochtergesellschaften brauchen nicht in den Konzernabschluss einbezogen werden. Andere Einbeziehungswahlrechte oder -verbote kennen die IFRS nicht.
IAS 27 und SIC 12 beschreiben noch weitere Möglichkeiten, wie ein Mutterunternehmen ein Tochterunternehmen beherrschen kann. Ob Konzernunternehmen eine Zweckgesellschaft beherrschen, ist aufgrund einer wirtschaftlichen Betrachtung der Beziehung des Konzerns zur Zweckgesellschaft zu entscheiden.
Mit der Verabschiedung des IFRS 10 hat das IASB neue Kriterien zur Definition des Konsolidierungskreises aufgestellt. Danach beherrscht ein Unternehmen ein Tochterunternehmen, wenn es
- schwankende Rückflüsse bekommt bzw. ein Anrecht auf diese hat und
- diese Rückflüsse aufgrund seiner Macht über das Tochterunternehmen beeinflussen kann.

Bei der Feststellung, ob eine Beherrschung im Sinne von IFRS 10 vorliegt, ist die gesamte Geschäftsbeziehung zwischen Konzern und Tochterunternehmen zu analysieren. IFRS 10 löst SIC 12 und wesentliche Teile von IAS 27 ab. Er ist zwingend für Geschäftsjahre, die am oder nach dem 1. Januar 2013 beginnen, anzuwenden. Freiwillig kann er jedoch auch vorher angewendet werden.
Welche Unternehmen in den Konzernabschluss einbezogen werden, hat entscheidenden Einfluss auf die Aussage des Konzernabschlusses. Deshalb verlangen alle Rechnungslegungssysteme vom Abschlussadressaten, die einbezogenen Unternehmen zu nennen (zum Beispiel § 313 Absatz 2 HGB), die Veränderung des Konsolidierungskreises gegenüber dem Vorjahr durch zusätzliche Angaben zu erläutern und Einbeziehungswahlrechte stetig auszuüben.
Die Tochterunternehmen des Konsolidierungskreises im engeren Sinne werden durch das Mutterunternehmen direkt oder indirekt beherrscht. Deshalb werden sie mit allen Vermögensgegenständen und Schulden durch Vollkonsolidierung in den Konzernabschluss einbezogen. Gemeinschaftsunternehmen, die Konzernunternehmen mit einem oder mehreren nicht zum Konzern gehörenden Unternehmen gemeinschaftlich führen, und assoziierte Unternehmen, auf die Konzernunternehmen einen maßgeblichen Einfluss ausüben, sind weniger stark an das Mutterunternehmen gebunden. Da ihre Verbindung zum Mutterunternehmen jedoch signifikant ist, werden sie im deutschen und österreichischen Bilanzrecht deshalb zum Konsolidierungskreis im weiteren Sinn gezählt. Im Konzernabschluss werden sie durch Quotenkonsolidierung bzw. durch die Bilanzierung nach der Equitymethode besonders berücksichtigt. Tochterunternehmen, die aufgrund von Einbeziehungswahlrechten nicht in den Konzernabschluss einbezogen werden, sind bei Vorliegen der Voraussetzungen nach der Equitymethode in den Konzernabschluss einzubeziehen. Verbindungen zu Unternehmen mit geringerer Intensität, zum Beispiel Beteiligungen ohne maßgeblichen Einfluss, werden im Konzernabschluss analog zum Einzelabschluss bilanziert.

## Vereinheitlichung der Abschlüsse der Konzernunternehmen
Ein Konzernabschluss wird auf der Basis der Einzelabschlüsse der einzelnen Konzernunternehmen aufgestellt. Diese sollten möglichst nach vergleichbaren Grundsätzen aufgestellt sein, damit der Konzernabschluss den Konzern so abbildet, als sei er ein einheitliches Unternehmen. Die meisten Rechnungslegungssysteme fordern deshalb, dass
- die Einzelabschlüsse nach den gleichen Rechnungslegungsnormen aufgestellt werden (zum Beispiel nach IFRS),
- in den Einzelabschlüssen ähnliche Geschäftsvorfälle nach konzerneinheitlichen Methoden bilanziert und bewertet werden,
- die Einzelabschlüsse in der Währung des Konzernabschlusses aufgestellt werden,
- die Gliederung der Einzelabschlüsse nach dem konzerneinheitlichen Schema erfolgt und
- die Einzelabschlüsse auf denselben Bilanzstichtag aufgestellt werden.

Aufgrund nationaler gesetzlicher Vorgaben müssen Tochterunternehmen oft einen Einzelabschluss erstellen, der nicht diesen Anforderungen des Konzernabschlusses entspricht. Zumindest zum Geschäftsjahresende müssen diese deshalb einen Einzelabschluss für gesetzliche Zwecke und einen Einzelabschluss für Konzernzwecke, der auch Handelsbilanz II genannt wird, aufstellen.
In den meisten Rechnungslegungssystemen, so auch gemäß § 299 Absatz 1 HGB im deutschen Bilanzrecht, ist der Konzernabschluss auf den Stichtag des Jahresabschlusses des Mutterunternehmens aufzustellen. Im österreichischen Bilanzrecht kann gemäß § 252 Absatz 1 UGB der Konzernabschluss auch auf einen hiervon abweichenden Stichtag der Jahresabschlüsse der bedeutendsten oder der Mehrzahl der in den Konzernabschluss einbezogenen Unternehmen aufgestellt werden.
Sollte der Stichtag des Konzernabschlusses vom Bilanzstichtag des Tochterunternehmens abweichen, müssen diese grundsätzlich einen Zwischenabschluss auf den Konzernstichtag erstellen. Im deutschen und österreichischen Bilanzrecht sowie in sehr seltenen Fällen auch nach den IFRS kann jedoch anstelle des Zwischenabschlusses ein auf einen früheren Stichtag aufgestellter Abschluss einbezogen werden. In diesem Fall darf der Stichtag jedoch höchstens drei Monate vor dem Stichtag des Konzernabschlusses liegen. Vorgänge von besonderer Bedeutung für die Vermögens-, Finanz- und Ertragslage eines in den Konzernabschluss einbezogenen Unternehmens, die zwischen dem Abschlussstichtag dieses Unternehmens und dem Abschlussstichtag des Konzernabschlusses eingetreten sind, sind in der Konzernbilanz und der Konzern-Gewinn- und Verlustrechnung zu berücksichtigen oder im Konzernanhang anzugeben.
Als Instrument zur Sicherstellung der einheitlichen Bilanzierung bei der Aufstellung des Konzernabschlusses setzen viele Konzerne Konzernbilanzierungsrichtlinien ein. Diese beschreiben, wie aus Sicht der Konzernmutter im Konzern häufig auftretenden Bilanzierungsvorfälle zu bilanzieren sind. Neben der Wiedergabe von Bilanzierungsvorschriften, legen sie fest, wie der Konzern Bilanzierungswahlrechte ausübt und nach welchen Verfahren der Konzern Schätzungen vornimmt. Ferner erhalten sie Definitionen der Daten, zum Beispiel von Bilanzpositionen, die an die Konzernmutter im Rahmen des Konzernreportings zu übermitteln sind. Oft werden auch Inventurverfahren festgelegt und die Prozesse zur Durchführung der Inventuren beschrieben. Über die reinen Bilanzierungsvorschriften hinaus enthalten viele Konzernrichtlinien auch Vorgaben zu Prozessen der Konzernabschlusserstellung, Festlegungen über einzurichtende Kontrollen und rechnungslegungsbezogene konzerninterne Genehmigungsregelungen.

## Vollkonsolidierung
Tochterunternehmen des Konsolidierungskreises im engeren Sinne sind grundsätzlich durch Vollkonsolidierung in den Konzernabschluss einzubeziehen. Aufgrund der Einheitsfiktion werden alle Vermögensgegenstände und Schulden vollständig in den Konzernabschluss einbezogen. Dies schließt auch den Anteil mit ein, der rechnerisch auf nicht zum Konzern gehörende Unternehmen und Personen, auch Minderheiten genannt, entfällt. Zunächst werden alle für den Konzernabschluss vereinheitlichten Einzelabschlüsse (Handelsbilanz II) des Mutterunternehmens und der Tochterunternehmen in einem Summenabschluss aufsummiert. Dieser enthält zahlreiche Bilanzposten, Aufwendungen und Erträge, die nicht zu bilanzieren gewesen wären, wenn der Konzern ein einheitliches Unternehmen wäre. Deshalb werden sie im nächsten Schritt durch Konsolidierungsmaßnahmen entfernt. Diese werden wie folgt gegliedert:
- Kapitalkonsolidierung
- Schuldenkonsolidierung
- Zwischenergebniseliminierung
- Aufwands- und Ertragskonsolidierung
- Anpassung der latenten Steuern.

Die Konsolidierungsmaßnahmen sind im deutschen Bilanzrecht in § 300 bis § 307 HGB, im österreichischen Bilanzrecht in § 253 bis § 261 UGB und in den IFRS überwiegend in IFRS 10 und IFRS 3 geregelt.

### Kapitalkonsolidierung
Sind Konzernunternehmen an einem Tochterunternehmen beteiligt, so weisen jene in ihren Einzelabschlüssen eine Beteiligung an dem Tochterunternehmen aus. Anderseits weist das Tochterunternehmen in seinem Einzelabschluss Eigenkapital aus, das diesen Konzernunternehmen (anteilig) zuzurechnen ist. Diese in den Summenabschluss übernommenen Posten werden bei der Kapitalkonsolidierung aufgerechnet, um den Konzern so darzustellen als sei er ein Unternehmen. Der übrige Teil des Eigenkapitals des Tochterunternehmens entfällt auf seine Gesellschafter, die nicht voll in den Konzernabschluss einbezogen werden. Er wird in den Konzernabschluss übernommen und dort als Kapitalanteil fremder Gesellschafter ausgewiesen.
Die Kapitalkonsolidierung erfolgt heute in den meisten Rechnungslegungssystemen nach der Erwerbsmethode. Die früher nach deutschem Bilanzrecht, den IFRS und den US-GAAP alternativ zulässige Interessenzusammenführungsmethode (englisch: pooling of interests) ist heute nicht mehr zulässig. Die Erwerbsmethode beschreibt für verschiedene Zeitpunkte, wie die Aufrechnung von Beteiligungen am Tochterunternehmen und dem Eigenkapital des Tochterunternehmens im Konzernabschluss erfolgt. Diese Zeitpunkte sind der erstmalige Einbezug des Tochterunternehmens in den Konzernabschluss (Erstkonsolidierung), die nachfolgenden Abschlussstichtage (Folgekonsolidierung) und der Zeitpunkt, ab dem ein Unternehmen nicht mehr Tochterunternehmen ist (Entkonsolidierung). Nach der Erwerbsmethode wird die Einbeziehung des Tochterunternehmens so dargestellt, als hätte der Konzern zum Zeitpunkt der Erstkonsolidierung die Vermögensgegenstände und Schulden des Tochterunternehmens einzeln erworben (Asset Deal). Nach deutschem Bilanzrecht, den IFRS und den US-GAAP ist die Erstkonsolidierung eines Tochterunternehmens zu dem Zeitpunkt durchzuführen, zu dem dieses Tochterunternehmen geworden ist. Dieser Stichtag der Erstkonsolidierung bestimmt den Zeitpunkt, zu dem die Wertansätze bei der Erstkonsolidierung zu ermitteln sind.
Bei der Kapitalkonsolidierung nach der Erwerbsmethode gibt es drei alternative Varianten:
- die Neubewertungsmethode,
- die Full-Goodwill-Methode und
- die Buchwertmethode.

Im deutschen (§ 301 HGB) und österreichischen Bilanzrecht (§ 254 UGB) ist die Neubewertungsmethode die einzig zulässige Variante. Vor den Änderungen durch das Bilanzrechtsmodernisierungsgesetz (BilMoG) konnte auch im deutschen Bilanzrecht die Buchwertmethode wahlweise angewendet werden. Hat ein Konzern in den Geschäftsjahren, die vor dem 1. Januar 2010 begannen, von diesem Wahlrecht Gebrauch gemacht und Tochterunternehmen in den entsprechenden Konzernabschlüssen nach der Buchwertmethode konsolidiert, so kann er diese gemäß Art. 66 Absatz 3 EGHGB auch in den folgenden Konzernabschlüssen nach der Buchwertmethode konsolidieren. Hingegen sind alle Tochterunternehmen, die nach diesem Stichtag erstmals in den Konzernabschluss einbezogen werden, nach der Neubewertungsmethode zu konsolidieren.
In Österreich bestand bis zum Rechnungslegungs-Änderungsgesetz 2014 (RÄG 2014) ein entsprechendes Wahlrecht für Geschäftsjahre, die vor dem 31. Dezember 2015 begonnen haben.
Die US-GAAP schreiben die Full-Goodwill-Methode als einzige Methode vor, wogegen die IFRS ein Wahlrecht zwischen der Neubewertungsmethode und der Full-Goodwill-Methode einräumen.

#### Neubewertungsmethode
Bei der Erstkonsolidierung nach der Neubewertungsmethode wird im ersten Schritt eine Bewertung des Nettovermögens des Tochterunternehmens zum Zeitwert durchgeführt. Neben der Ermittlung neuer Werte für bereits bilanzierte Vermögensgegenstände und Schulden, werden dabei auch bislang nicht bilanzierte Vermögensgegenstände, zum Beispiel bestimmte vom Tochterunternehmen selbst geschaffene immaterielle Vermögensgegenstände, angesetzt. Im österreichischen Bilanzrecht darf der angesetzte Zeitwert des Nettovermögens die Anschaffungskosten der Anteile am Tochterunternehmen nicht überschreiten. Ob diese Neubewertung in einer weiterentwickelten Handelsbilanz II, einer Handelsbilanz III oder im Zuge der Konsolidierung erfolgt, bleibt dem Bilanzierenden überlassen. Die Zeitwerte werden meistens von internen oder externen Bewertungssachverständigen ermittelt.
Die Neubewertung des Nettovermögens führt zu einer Neubewertung des Eigenkapitals des Tochterunternehmens, die beide betragsmäßig identisch sind. Das Eigenkapital wiederum wird in einen Teil, der auf die Konzernunternehmen entfällt, und einen Teil, der auf Personen oder Unternehmen entfällt, die nicht zum Konsolidierungskreis gehören, so genannte Minderheiten, unterteilt. Der auf die Konzernunternehmen entfallende Teil des Eigenkapitals wird im Folgenden mit der Beteiligung der Konzernunternehmen an dem Tochterunternehmen verrechnet (konsolidiert), so dass diese nicht im Konzernabschluss erscheinen. Meistens haben das anteilige Eigenkapital und die Beteiligungen einen unterschiedlichen Wert. Ist der Wert der Beteiligungen höher, so wird in der Konzernbilanz in Höhe der Differenz auf der Aktivseite ein Geschäfts- oder Firmenwert ausgewiesen. Ist der Wert des anteiligen Eigenkapitals höher, so entsteht ein negativer Unterschiedsbetrag. Die Behandlung dieses Betrages wird in den Rechnungslegungssystemen unterschiedlich geregelt. Im deutschen und österreichischen Bilanzrecht ist dieser Betrag als gesonderter Posten, „Unterschiedsbetrag aus der Kapitalkonsolidierung“, zu passivieren. Später ist er nach einem Verfahren aufzulösen, das sich nach dem Grund seines Entstehens bestimmt. Im österreichischen Bilanzrecht kann dieser Posten auch mit Geschäfts- oder Firmenwerten aus anderen Konsolidierungsvorgängen verrechnet werden. IFRS und US-GAAP schreiben vor, dass dieser Betrag nach einer erneuten Überprüfung der Neubewertung zum Zeitpunkt der Erstbewertung erfolgswirksam aufgelöst wird. Im Zuge der Erstkonsolidierung nach IFRS und US-GAAP ist der Geschäfts- oder Firmenwert auf die zahlungsmittelgenerierenden Einheiten (ZGE) bzw. die reporting-units des Konzerns aufzuteilen. Die Aufteilung ist die Basis für später durchzuführende Werthaltigkeitstests (englisch: „Impairment test“).
In den nachfolgenden Abschlüssen wird eine Folgekonsolidierung durchgeführt. Hat sich an den Beteiligungsverhältnissen am Tochterunternehmen nichts geändert, wird die Erstkonsolidierung mit den Werten zum Zeitpunkt der Erstkonsolidierung wiederholt. Alle nach der Erstkonsolidierung erfolgten Änderungen des Nettovermögens des Tochterunternehmens verändern somit das Konzerneigenkapital. In diesem Zuge muss auch der den Minderheiten zugeordnete Eigenkapitalanteil angepasst werden. Die neubewerteten Vermögensgegenstände und Schulden werden ausgehend von ihrem Zeitwert bei der Erstkonsolidierung weiterentwickelt. Bei abnutzbaren Sachanlagen dient dieser zum Beispiel als Bemessungsgrundlage für die Abschreibungen. Die Differenz zwischen den Buchwerten der Handelsbilanz II und Zeitwerten zum Zeitpunkt der Erstkonsolidierung sind die aufgedeckten stillen Reserven und stillen Lasten. Ihre Veränderung in den Folgejahren wird zumeist erfolgswirksam gebucht und beeinflusst damit das Konzernergebnis. Der im Zuge der Erstkonsolidierung aktivierte Geschäfts- oder Firmenwert wird im deutschen und österreichischen Bilanzrecht planmäßig und ggf. auch außerplanmäßig abgeschrieben. Die US-GAAP und die IFRS, mit Ausnahme der IFRS für kleine und mittlere Unternehmen (IFRS for SMEs), verbieten hingegen seine planmäßige Abschreibung. Stattdessen schreiben sie einen jährlichen Werthaltigkeitstest vor. Wird beim Test ein Abschreibungsbedarf ermittelt, so wird der Geschäfts- oder Firmenwert außerplanmäßig abgeschrieben.

#### Full-Goodwill-Methode
Die Full-Goodwill-Methode ist im Wesentlichen identisch mit der Neubewertungsmethode. Anders als bei jener wird bei der Neubewertungsmethode im Zuge der Konsolidierung nur der Geschäfts- oder Firmenwert aktiviert, der auf die konsolidierten Eigentümer entfällt. Bei der Erstkonsolidierung nach der Full-Goodwill-Methode wird hingegen auch der Teil des Geschäfts- oder Firmenwertes aktiviert, der auf die Minderheiten entfällt. Auf der Passivseite wird das auf die Minderheiten entfallende Eigenkapital zu seinem Zeitwert gezeigt. Dies führt gegenüber der Neubewertungsmethode zunächst zu einer höheren Bilanzsumme und einem höheren Minderheitenanteil am Eigenkapital.

#### Buchwertmethode
Bei der Buchwertmethode erfolgt die Konsolidierung auf Basis der Buchwerte der Handelsbilanz II. Eine Neubewertung des Nettovermögens unterbleibt zunächst. Im ersten Schritt wird der auf die Konzernunternehmen entfallende Teil des Eigenkapitals mit der Beteiligung der Konzernunternehmen an dem Tochterunternehmen verrechnet (konsolidiert). Der Unterschiedsbetrag zwischen beiden wird zunächst auf die stillen Reserven und Lasten der Vermögensgegenstände und Schulden des Tochterunternehmens aufgeteilt, soweit sie auf das Mutterunternehmen entfallen. Sie werden mit den Vermögensgegenständen und Schulden aktiviert bzw. passiviert, auf die sie sich beziehen. Ein verbleibender positiver Unterschiedsbetrag wird als Geschäfts- oder Firmenwert aktiviert. Ein negativer Unterschiedsbetrag wird analog zur Neubewertungsmethode behandelt.
Bei der Folgekonsolidierung wird die Erstkonsolidierung mit den Werten zum Zeitpunkt der Erstkonsolidierung wiederholt. Danach werden die aufgedeckten anteiligen stillen Reserven weiterentwickelt, wobei sie das „Schicksal“ der sie betreffenden Vermögensgegenstände und Schulden teilen. Ihre Veränderung wird zumeist erfolgswirksam gebucht und beeinflusst damit das Konzernergebnis. So werden stille Reserven des abnutzbaren Anlagevermögens planmäßig über die Nutzungsdauer der sie betreffenden Anlagengegenstände abgeschrieben. Auch der Geschäfts- oder Firmenwert wird über seine Nutzungsdauer abgeschrieben. Sind die Vermögensgegenstände und Schulden nicht mehr aktiviert bzw. passiviert, so werden die entsprechenden stillen Reserven erfolgswirksam aufgelöst.

#### Vergleich der Neubewertungsmethode und der Buchwertmethode
Sowohl die Buchwert- als auch die Neubewertungsmethode kommen bei einer 100%igen Beteiligung der Konzernunternehmen an dem Tochterunternehmen zumeist zu gleichen Ergebnissen. Im Fall der Beteiligung von Minderheitsgesellschaftern werden bei der Neubewertungsmethode höhere Vermögensgegenstände und ein höheres Eigenkapital (durch die erfolgsneutral zu passivierende Neubewertungsreserve) ausgewiesen. Dies führt zu einer höheren Bilanzsumme, einer höheren Eigenkapitalquote und in den Folgejahren zu höheren Konzernaufwendungen, zum Beispiel durch höhere Abschreibungen.

### Schuldenkonsolidierung
Die Schuldenkonsolidierung eliminiert die Bilanzierung innerkonzernlicher Schuldverhältnisse aus dem Summenabschluss. In diesem stehen sich Forderungen und Verbindlichkeiten, die Konzernunternehmen gegeneinander haben, gegenüber. Nach der Einheitsfiktion soll der Konzern als ein Unternehmen dargestellt werden. Da in einem Unternehmen ein Unternehmensteil keine Forderungen bzw. Verbindlichkeiten gegenüber einem anderen Unternehmensteil haben kann, werden die innerkonzernlichen Schuldverhältnisse durch die Schuldenkonsolidierung eliminiert, d. h. innerkonzernlichen Forderungen und Verbindlichkeiten werden gegeneinander aufgerechnet. Teil der Schuldenkonsolidierung können neben den als explizit ausgewiesenen Forderungen und Verbindlichkeiten unter anderen auch sonstige Vermögensgegenstände, Rechnungsabgrenzungsposten, Rückstellungen, Eventualverbindlichkeiten, Haftungsverhältnisse oder sonstige finanzielle Verpflichtungen sein.
Haben die Forderungen und Verbindlichkeiten den gleichen Bilanzwert, so können sie ohne weiteres gegeneinander aufgerechnet werden. Sind die Forderungen und Verbindlichkeiten nicht betragsgleich so ist zunächst zu klären, ob ein Fehler in den Abschlüssen der Tochterunternehmen vorliegt (unechte Aufrechnungsdifferenzen). In einigen Fällen können die Forderungen und Verbindlichkeiten in den Einzelabschlüssen der Konzernunternehmen aufgrund von Bilanzierungsvorschriften unterschiedlich sein (echte Aufrechnungsdifferenzen). Dies kann zum Beispiel bei langfristigen Forderungen und Verbindlichkeiten in fremder Währung der Fall sein. Ferner kann ein Tochterunternehmen eine Schuld in Form einer Rückstellung bilanziert haben, während das andere Tochterunternehmen die ihr entsprechende Forderung aufgrund ihrer Unsicherheit nicht aktivieren darf. In diesen Fällen wird die Differenz korrigiert. Im Jahr der Entstehung der Differenz erfolgt dies erfolgswirksam, wenn die Differenz durch eine erfolgswirksame Buchung entstand. In den übrigen Fällen erfolgt die Korrektur erfolgsneutral. In den Folgejahren wird die Differenz immer erfolgsneutral gegen das Eigenkapital korrigiert.
In Ausnahmefällen werden Rückstellungen oder Haftungsverpflichtungen gegenüber Konzernunternehmen, denen im Summenabschluss keine Forderung gegenüberstehen, nicht eliminiert. Dies ist der Fall, wenn diese aus Sicht des Konzerns Verpflichtungen gegenüber Dritten entsprechen, die durch eine Eliminierung nicht im Konzernabschluss gezeigt würden.

### Zwischenergebniseliminierung
Bei der Zwischenergebniseliminierung, auch Zwischenerfolgseliminierung genannt, werden Gewinn- und Verluste aus konzerninternen Lieferungen eliminiert, die bei einem Konzernunternehmen den Erfolg verändert haben und bei einem anderen Konzernunternehmen als Teil der Anschaffungs- bzw. Herstellungskosten von Vermögensgegenständen aktiviert wurden. Ein typischer Fall ist der innerkonzernliche Verkauf von Produkten, wobei diese zum Bilanzstichtag als Teil des Vorratsmögens des kaufenden Konzernunternehmens noch aktiviert sind. Die Anschaffungskosten bzw. Herstellungskosten der Vermögensgegenstände werden um den Verkaufserlös gemindert bzw. erhöht. Ferner werden die Umsatzerlöse des anderen Konzernunternehmens korrigiert. Bei der Zwischenergebniseliminierung werden sowohl Zwischengewinne als auch Zwischenverluste eliminiert.
In den meisten Rechnungslegungssystemen braucht die Zwischenergebniseliminierung nicht vorgenommen werden, wenn die zu eliminierenden Zwischenergebnisse von untergeordneter Bedeutung sind. Im österreichischen Bilanzrecht braucht diese gemäß § 256 Absatz 2 UGB auch nicht vorgenommen werden, wenn die Lieferung oder Leistung zu üblichen Marktbedingungen vorgenommen worden ist und die Ermittlung einen unverhältnismäßig hohen Aufwand erfordert.
Die Höhe des bei der Zwischenergebniseliminierung zu eliminierenden Erfolgs ist von der Bewertung der aktivierten Vermögensgegenstände des empfangenden Konzernunternehmens abhängig. Zur Erfüllung der Einheitsfiktion ist es erforderlich, sie mit Konzernanschaffungs- bzw. -herstellungskosten zu bewerten. Die Differenz zwischen diesen und dem Wert der Vermögensgegenstände im Einzelabschluss des Konzernunternehmens ist der zu eliminierende Erfolg. Die Konzernanschaffungs- bzw. -herstellungskosten sind die Anschaffungs- bzw. Herstellungskosten, die anzusetzen wären, wenn der Konzern ein einheitliches Unternehmen wäre. Das deutsche und österreichische Bilanzrecht eröffnet dem Bilanzierenden bei der Bemessung der Höhe der Anschaffungs- bzw. Herstellungskosten einige Wahlrechte. Da die Definition dieser Bewertungsmaßstäbe analog auf die Konzernanschaffungs- bzw. -herstellungskosten anzuwenden sind, hat der Bilanzierende bei der Ermittlung des zu eliminierenden Erfolgs in diesen Rechnungslegungssystemen ein Wahlrecht. Aufgrund des Gebotes der Bewertungsstetigkeit (Materielle Bilanzkontinuität) muss er dieses jedoch in den Folgejahren in der Regel gleich ausüben. Die IFRS und die US-GAAP räumen keine Wahlrechte bei der Definition der Konzernanschaffungs- bzw. -herstellungskosten ein. Damit gibt es dort auch keine Wahlrechte für die Bemessung des Zwischenerfolgs. Ist der Wertansatz der Vermögensgegenstände im Einzelabschluss, deshalb niedriger, weil dort eine außerplanmäßige Abschreibung vorgenommen wurde, so ist die Zwischenergebniseliminierung insoweit nicht notwendig. Die Eliminierung des Zwischenerfolgs erfolgt sowohl in der Periode, in der er in den Einzelabschlüssen realisiert wurde, als auch in den Folgeperioden, in denen der Gewinn aus Konzernsicht noch nicht realisiert wurde. Während in der ersten Periode der Erfolg des Summenabschlusses korrigiert wird, erfolgt in den Folgeperioden eine Verrechnung mit dem Eigenkapital.
Die Feststellung der konzernintern bezogenen Vermögensgegenstände erfolgt bei homogenen Beständen oft auf gesonderten Konten. Werden gleichartige Vermögensgegenstände sowohl von Konzernunternehmen als auch von Dritten bezogen, wird oft eine Verbrauchfolge, wie „Konzern-in – first out“ (Kifo) oder „Konzern-in – last out“ (Kilo) fingiert. Die Ermittlung des Zwischenerfolges bei Massengütern erfolgt durch pauschalierte Verfahrensweisen, wie die Ermittlung einer durchschnittlichen Erfolgsspanne.
Um die von der Zwischeneliminierung betroffenen konzerninternen Lieferungen so zu zeigen, als sei der Konzern ein Unternehmen, ist es oft erforderlich die Zwischenergebniseliminierung durch die Eliminierung der entsprechenden Aufwendungen und Erträge in der Gewinn- und Verlustrechnung zu ergänzen.

### Aufwands- und Ertragskonsolidierung
Nach der Einheitsfiktion ist die Konzern Gewinn- und Verlustrechnung bzw. Gesamtergebnisrechnung so darzustellen, als sei der Konzern ein einheitliches Unternehmen. Dazu sind mehrere Arten von Eliminierungen und Umgliederungen durchzuführen, die im Wesentlichen unter der Aufwands- und Ertragskonsolidierung zusammengefasst werden. Zu diesen gehören:
1. Eliminierung gleichlautender Erträge und Aufwendungen aus Lieferungen und Leistungen zwischen Konzernunternehmen
2. Umgliederungen von Posten der Gewinn- und Verlustrechnung zur Erfüllung der Einheitsfiktion
3. Eliminierung der Bilanzierung von Gewinnausschüttungen von einem Konzernunternehmen an andere Konzernunternehmen
4. Revision von Abschreibungen auf Beteiligungen an Konzernunternehmen, die von anderen Konzernunternehmen gehalten werden

Während die ersten beiden Maßnahmen erfolgsneutral erfolgen, haben die letzten beiden Auswirkungen auf das Konzernergebnis. Bei der Vollkonsolidierung werden Aufwand und Ertrag in voller Höhe eliminiert, unabhängig von der Beteiligung von Minderheiten. Alle Rechnungslegungssysteme erlauben es jedoch, die Eliminierung von Aufwendungen und Erträgen nicht vorzunehmen, wenn diese für den Konzernabschluss von untergeordneter Bedeutung sind.
Bei der Aufwands- und Ertragskonsolidierung werden beispielsweise folgende Eliminierungen vorgenommen:
- Bei einer Lieferung zwischen Konzernunternehmen werden Erträge und Aufwendungen konsolidiert, wenn das empfangene Unternehmen die gelieferten Gegenstände nicht aktiviert hat.
- Bei innerkonzernlichen Mietverträgen werden die Mieterträge und -aufwendungen, bei innerkonzernlichen Darlehnsverträgen werden Zinserträge und -aufwendungen eliminiert.

## Quotenkonsolidierung
Bestimmte Gemeinschaftsunternehmen können nach deutschem und österreichischen Bilanzrecht gemäß § 310 HGB bzw. § 262 UGB wahlweise durch Quotenkonsolidierung oder nach der Equitymethode in den Konzernabschluss einbezogen werden. Die IFRS eröffnen Bilanzierenden dieses Wahlrecht nur noch für Konzernabschlüsse der Geschäftsjahre, die vor dem 1. Januar 2013 beginnen. Danach sind Gemeinschaftsunternehmen nach IFRS 11 zwingend nach der Equitymethode einzubeziehen. Die Anwendung der Quotenkonsolidierung wird bis auf wenige Sonderfälle durch die US-GAAP nicht erlaubt.
Die Quotenkonsolidierung eines Gemeinschaftsunternehmens setzt voraus, dass es von einem oder mehreren Konzernunternehmen zusammen mit einem oder mehreren Partnern, die keine Konzernunternehmen sind, gemeinschaftlich geführt wird.
Die Quotenkonsolidierung wird analog zur Vollkonsolidierung durchgeführt. Im Gegensatz zu dieser werden die Vermögensgegenstände, Schulden, Aufwendungen und Erträge nur mit dem Anteil in den Konzernabschluss einbezogen, der auf die Konzernunternehmen entfällt. Folglich werden bei der Quotenkonsolidierung keine Minderheitenanteile ausgewiesen.
Die Quotenkonsolidierung entspricht in folgenden Punkten nicht der Einheitsfiktion:
- die Vermögensgegenstände und Schulden werden nur anteilig in die Konzernbilanz übernommen
- der Minderheiteneinfluss wird nicht gezeigt, da das Eigenkapital nur anteilig in die Konzernbilanz übernommen wird
- konzerninterne Geschäftsvorfälle und Beziehungen werden nicht vollständig eliminiert
- in der Konzernbilanz werden Vermögensgegenstände und Schulden gezeigt, über die der Konzern nicht allein verfügen kann

## Equitymethode
Ist ein Unternehmen im Bezug zu den konsolidierten Konzernunternehmen ein assoziiertes Unternehmen, so ist die Beteiligung an ihm im Konzernabschluss nach der Equitymethode zu bilanzieren. Ein Unternehmen ist für ein Konzernunternehmen ein assoziiertes Unternehmen, wenn dieses (ggf. zusammen mit anderen Konzernunternehmen) auf das assoziierte Unternehmen einen maßgeblichen jedoch keinen beherrschenden Einfluss ausüben kann. Konzernunternehmen haben einen „maßgeblichen Einfluss“ auf ein anderes Unternehmen, wenn sie zwar die Möglichkeit haben, an Entscheidungen über dessen Finanz- und Geschäftspolitik mitzuwirken, sie dieses Unternehmen jedoch nicht beherrschen können. Ein maßgeblicher Einfluss wird in der Regel bei einer Beteiligung von 20 % und mehr widerlegbar vermutet.
Im Gegensatz zur Konsolidierung wird die Beteiligung am assoziierten Unternehmen und nicht dessen einzelne Vermögensgegenstände und Schulden im Konzernabschluss bilanziert. Die Grundidee der Equitymethode ist es, den Beteiligungsbuchwert ausgehend von den Anschaffungskosten der Beteiligung spiegelbildlich zur Entwicklung des anteiligen Eigenkapitals (englisch: equity) des assoziierten Unternehmens weiterzuentwickeln. So verändern die anteiligen Gewinne und Verluste des assoziierten Unternehmens den Beteiligungsbuchwert in dem Zeitpunkt, in dem sie durch dieses Unternehmen realisiert werden. Gleichzeitig erhöhen oder vermindern sie das Konzernergebnis, während ihre Ergebnisauswirkung in den Einzelabschlüssen der Konzernunternehmen oft erst in späteren Perioden erfasst wird. Auch andere Veränderungen des Eigenkapitals des assoziierten Unternehmens, wie zum Beispiel Gewinnausschüttungen, beeinflussen seinen Beteiligungsbuchwert im Konzernabschluss. Der Buchwert der Beteiligung an assoziierten Unternehmen kann im Konzernabschluss die ursprünglichen Anschaffungskosten der Beteiligung überschreiten.
Neben den Veränderungen des Eigenkapitals haben Abschreibungen auf anteilige stille Reserven und den anteiligen Geschäfts- oder Firmenwert des assoziierten Unternehmens Einfluss auf den Beteiligungsbuchwert. Der jeweilige Betrag der stillen Reserven und des Geschäfts- oder Firmenwertes, der als Bemessungsgrundlage für die Abschreibungen dient, wird zum Zeitpunkt der Anschaffung der Beteiligung ermittelt. Der Gesamtbetrag der anteiligen stillen Reserven und des anteiligen Geschäfts- oder Firmenwertes ist die Differenz zwischen den Anschaffungskosten der Beteiligung und dem anteiligen Eigenkapital des Tochterunternehmens. Die Abschreibungen wirken sich besonders in den ersten Perioden nach dem Anschaffungszeitpunkt aus, während der Beteiligungsbuchwert sich in späteren Perioden in der Regel dem anteiligen Eigenkapital des assoziierten Unternehmens annähert.
Auch die anteilige Eliminierung von Zwischenerfolgen, die bei Geschäften zwischen Konzernunternehmen und assoziiertem Unternehmen im Einzelabschluss realisiert werden, beeinflusst den Beteiligungsbuchwert.

## Konzernabschlussprüfung

### Pflichtprüfung des Konzernabschlusses
Nach § 316 (Pflicht zur Prüfung) HGB sind der Konzernabschluss und der Konzernlagebericht durch einen Abschlussprüfer zu prüfen. Die Prüfung ist die Voraussetzung für die Billigung des Konzernabschlusses. Konzernabschlussprüfer können nach § 319 I (Auswahl der Abschlussprüfer und Ausschlussgründe) HGB grundsätzlich Wirtschaftsprüfer oder Wirtschaftsprüfungsgesellschaften sein, da zu dieser Vorschrift keine Prüfung durch vereidigte Buchprüfer vorgesehen ist. Für den Konzernabschlussprüfer gelten die Vorschriften über die Teilnahme an der Qualitätskontrolle in der Wirtschaftsprüfung nach § 57a (Qualitätskontrolle / Wirtschaftsprüferordnung) sowie die Ausschlussgründe nach § 319 II-IV (Auswahl der Abschlussprüfer und Ausschlussgründe) HGB.

### Konzernabschlussprüfung bei bestimmten offenen Handelsgesellschaften und Kommanditgesellschaften
Die nachfolgenden Vorschriften gelten gemäß § 264a (Anwendung auf bestimmte offene Handelsgesellschaften und Kommanditgesellschaften) HGB auch für die offenen Handelsgesellschaft und Kommanditgesellschaft, bei denen nicht direkt oder indirekt mindestens ein persönlich haftender Gesellschafter eine natürliche Person ist. Relevant ist diese Vorschrift deshalb insbesondere in dem Fall, dass eine Kommanditgesellschaft nicht Muttergesellschaft ihrer eigenen Komplementär-GmbH ist, sowie in dem Fall, dass eine KG einen Teilkonzernabschluss zu erstellen hat. Ist die KG hingegen nicht Muttergesellschaft ihrer eines Teilkonzerns oder als solche nicht zur Aufstellung eines Teilkonzernabschlusses verpflichtet, so ist die Komplementär-GmbH selbst zur Aufstellung eines Konzernabschlusses verpflichtet.

### Konzernabschlussprüfung der Kreditinstitute und Versicherungsunternehmen
Kreditinstitute und Versicherungsunternehmen sind unabhängig von ihrer Größe und Rechtsform zur Aufstellung eines Konzernabschlusses verpflichtet, wenn sie Mutterunternehmen gemäß § 290 I, II (Pflicht zur Aufstellung) HGB sind und nicht von der gemäß § 291 (Befreiende Wirkung von EU/EWR-Konzernabschlüssen) oder § 292 (Befreiende Wirkung von Konzernabschlüssen aus Drittstaaten) HGB von der Pflicht zur Aufstellung eines Teilkonzernabschlusses befreit sind (§§ 340i I,II; 341i und 341j HGB). Die von Kreditinstitute und Versicherungsunternehmen aufgestellten Konzernabschlüsse sind grundsätzlich nach den Prüfungsvorschriften für Kapitalgesellschaften zu prüfen (§§ 340k I, 341k I HGB). Für Kreditinstitute allgemein gilt die Besonderheit, dass gegebenenfalls auch Konzernzwischenabschlüsse zu prüfen sind (§ 340i IV HGB), und für Kreditinstitute, die Genossenschaften oder rechtsfähige wirtschaftliche Vereine sind, dass die Prüfung des Konzernabschlusses vom Prüfungsverband, dem das Kreditinstitut angehört, durchzuführen ist (§ 340k II HGB). Der Konzernabschluss einer Sparkasse ist gemäß § 340k III HGB von der Prüfungsstelle eines Sparkassen- und Giroverbands zu prüfen.

### Konzernabschlussprüfung für bestimmte sehr große Unternehmen nach dem PublG
Sinngemäß anzuwenden sind die für die Prüfung des Konzernabschlusses von Unternehmen, die gemäß § 13 PublG zur Aufstellung eines Konzernabschlusses von Unternehmen, die gemäß § 13 PublG zur Aufstellung eines Konzernabschlusses verpflichtet sind (§ 14 I PublG). Dies gilt auch für die Prüfung des Konzernabschlusses von eingetragenen Genossenschaften, da Genossenschaften, soweit es sich nicht um Kreditinstitute handelt, zu den Unternehmen gehören, die bei Erfüllung der Größenkriterien gemäß § 1 PublG nach diesem Gesetz zur Konzernrechnungslegung verpflichtet sind. Besonderheit ist gemäß § 14 II PublG, dass der Konzernabschlussprüfer der Genossenschaft der genossenschaftliche Prüfungsverband ist, dem die Genossenschaft angehört.

### Vorlagepflichten und Auskunftsrechte
Gegenüber dem Konzernabschluss bestehen zunächst die gleichen Vorlage- und Auskunftspflichten gemäß § 320 HGB wie gegenüber dem Jahresabschlussprüfer. Hinzu kommt, dass dem Konzernabschlussprüfer gemäß § 320 III HGB neben dem JA, Lagebericht und gegebenenfalls Prüfungsbericht des Mutterunternehmens auch die Jahresabschlüsse, Lageberichte und Prüfungsberichte der Tochterunternehmen vorzulegen sind. Außerdem hat der Konzernabschlussprüfer sämtliche Auskunftsrechte uneingeschränkt auch gegenüber den Tochterunternehmen, deren gesetzlichen Vertretern und Abschlussprüfern.

### Prüfbericht und Bestätigungsvermerk
Der Abschlussprüfer hat über die Prüfung gemäß § 321 HGB einen schriftlichen Prüfungsbericht zu verfassen und gemäß § 322 HGB I HGB das Ergebnis in einem gesonderten Bestätigungsvermerk zusammenzufassen.

### Gegenstand der Prüfung
Gegenstand und Umfang der Prüfung des Konzernabschlusses sind in § 317 HGB beschrieben. Demnach hat sich die Prüfung des Konzernabschlusses darauf zu erstrecken, ob die gesetzlichen Vorschriften und die sie ergänzenden Bestimmungen des Gesellschaftsvertrags oder der Satzung beachtet worden sind.

#### Prüfungspflicht
Zu den gesetzlichen Vorschriften, deren Beachtung zu prüfen ist. gehören als rechtliche Vorfragen die §§ 290-296 HGB. Erstellt ein mögliches Mutterunternehmen keinen Konzernabschluss, so ist das eventuelle Bestehen einer Konzernrechnungslegungspflicht vom Jahresabschlussprüfer des potenziellen Mutterunternehmens zu prüfen, wird jedoch ein Konzernabschluss aufgestellt, so ist ebenfalls zu prüfen, ob mindestens ein Mutter-Tochterverhältnis im Sinne von § 290 I, II HGB besteht, weil nur dann ein Konzernabschluss aufgestellt werden kann. Dies gilt gemäß § 315a I 1 HGB auch, wenn ein Konzernabschluss nach den International Financial Standards aufgestellt wird.

#### Konsolidierungskreis
Im nächsten Schritt ist die Abgrenzung des Konsolidierungskreises zu prüfen. Wird der Konzernabschluss nach HGB erstellt, so sind die §§ 294 und 296 HGB einschlägig, bei Erstellung eines IFRS-Konzernabschlusses IAS 27.4 i. V. m. IAS 27.12-21 (veraltet) und insbesondere auch SIC 12 betreffend die Identifizierung von sogenannten Zweckgesellschaften.

#### Gemeinschafts- und assoziierte Unternehmen
Über den Konsolidierungskreis im engeren Sinne ist auch zu prüfen, welche Gemeinschaftsunternehmen und assoziierten Unternehmen vorhanden sind bzw. ob die als solche im Konzernabschluss behandelten Unternehmen die einschlägigen Kriterien erfüllen. Nach HGB sind dies die §§ 310-311 HGB und nach den IFRS IAS 28.6-7 und IAS 31.24-29.

#### Prüfung des Jahresabschlusses und konsolidierungsbedingter Anpassungen
Gemäß § 317 III 1 HGB hat der Konzernabschlussprüfer auch die im Konzernabschluss zusammengefassten Jahresabschlüsse sowie die konsolidierungsbedingten Anpassungen zu prüfen. Ob mit der Prüfung der im Konzernabschluss zusammengefassten Jahresabschlüsse der Konzernunternehmen und der anteilsmäßig konsolidierten Gemeinschaftsunternehmen oder die Prüfung der sogenannten Handelsbilanzen II dieser Unternehmen gemeint ist, ist eine definitorische Frage. Im Ergebnis ist sicherzustellen, dass auch Anpassungen der rechtlichen Abschlüsse der einzelnen Konzern- und Gemeinschaftsunternehmen an die für den Konzernabschluss relevanten Ansatz-, Bewertungs- und Gliederungsvorschriften geprüft werden. Auch die Prüfung der im Konzernabschluss zusammengefassten Jahresabschlüsse, worunter nach hier vertretener Auffassung auch die Handelsbilanzen II gerechnet werden können, kann der Konzernabschlussprüfer gemäß § 317 HGB III 2,3 HGB verzichten, wenn bereits eine qualitativ gleichwertige Prüfung stattgefunden hat.

#### Prüfung der Konsolidierungsmaßnahmen
Zur Prüfung der konsolidierungsbedingten Anpassungen gehört auf jeden Fall die Prüfung der auf den Summenabschluss aufzusetzenden Konsolidierungsmaßnahmen, also der Kapitalkonsolidierung, der Schuldenkonsolidierung, der Zwischenerfolgseliminierung und der Aufwands- und Ertragskonsolidierung sowie der aufgrund der Konsolidierungsmaßnahmen erforderlichen Anpassungen der latenten Steuern. Des Weiteren ist gegebenenfalls die Equity-Bewertung von Anteilen an assoziierten Unternehmen zu prüfen, wozu bei einem IFRS-Konzernabschluss anders als bei einem HGB-Konzernabschluss auch die Prüfung der Anpassung der Abschlussstichtage an den Konzernabschlussstichtag (IAS 28.4 f.) und die Prüfung der Anpassungen der Ansatz- und Bewertungsvorschriften an das Regelwerk des International Accounting Standards Board und an einheitliche Bilanzierungs- und Bewertungsmethoden (IAS 28.27) gehört.

#### Prüfung der Dokumentation der Konsolidierungsvorgänge
Da der Konzernabschluss nicht aus einer originären Konzernbuchführung generiert, sondern aus den Jahresabschlüssen der in den Konsolidierungskreis einbezogenen Unternehmen abgeleitet wird, hat sich die Prüfung auch darauf zu erstrecken, ob die bereits in der Vergangenheit erfolgswirksam oder erfolgsneutral verrechneten konsolidierungsbedingten Unterschiedsbeträge kumuliert zugunsten bzw. zu Lasten der Gewinnrücklagen vorgetragen wurden. Dann ist zwar noch nicht sichergestellt, dass die konsolidierungsbedingten Unterschiedsbeträge richtig verrechnet wurden, sichergestellt ist jedoch, dass die Konzern-Eröffnungsbilanz eines Geschäftsjahres mit der Konzernbilanz des letzten Geschäftsjahres identisch ist (Stetigkeit). In die Prüfung ist deshalb die Dokumentation der Konsolidierungsvorgänge einzubeziehen, was auf eine Systemprüfung hinausläuft, wenn von dem Unternehmen eine geeignete Konsolidierungssoftware eingesetzt wird.
Wie die konsolidierungsbedingten Unterschiede zu verrechnen sind, hängt z. T. davon ab, ob es sich um einen HGB- oder um einen IFRS-Konzernabschluss handelt. Verwiesen sei in diesem Zusammenhang auf unterschiedliche Vorschriften zur Abschreibung des Geschäfts- und Firmenwertes.

#### Prüfung der Beteiligungsverhältnisse
Haben sich in einem Konzern die Beteiligungsverhältnisse geändert, so werden an den Prüfer besondere Anforderung gestellt, die darauf hinauslaufen, dass Erst-, Ent- und Übergangskonsolidierungen sowie Hinzuerwerbe und Veräußerungen von Anteilen an Tochterunternehmen einzeln zu prüfen sind. Gleiches gilt für die Abbildung konzerninterner Umstrukturierungen wie Fusionen, Verschmelzungen (Unternehmensumwandlungen) und konzerninterne Anteilsveräußerungen.

#### Prüfung der konzerninternen Lieferungen und Leistungsverflechtungen
Die Durchführung der einzelnen Konsolidierungsmaßnahmen setzt voraus, dass die erforderlichen Informationen über konzerninterne Lieferungen und Leistungen sowie Forderungen und Verbindlichkeiten. In der Praxis gestaltet sich die Prüfung deshalb so, dass der Konzernabschlussprüfer prüft, ob die Konsolidierungsmaßnahmen auf der Grundlage von sogenannten Informationspackages durchgeführt wurden, die von den Jahresabschlussprüfern der einbezogenen Konzernunternehmen geprüft wurden.

#### Prüfung zusätzlicher Konzernabschlussbestandteile
Gemäß § 297 I HGB besteht der Konzernabschluss aus der Konzernbilanz, der Konzern-Gewinn- und Verlustrechnung (GuV), dem Konzernanhang, der Kapitalflussrechnung und dem Eigenkapitalspiegel. Er kann um eine Segmentberichterstattung erweitert werden, die bei kapitalmarktorientierten Unternehmen und solchen, die die Ausgabe von börsengehandelten Wertpapieren in die Wege geleitet haben, allerdings gemäß IAS 14.3 Pflichtbestandteil eines IFRS-Konzernabschlusses ist. Die Prüfung des Konzernabschlusses hat sich folglich, auch auf diese Bestandteile zu erstrecken.